# KSVG

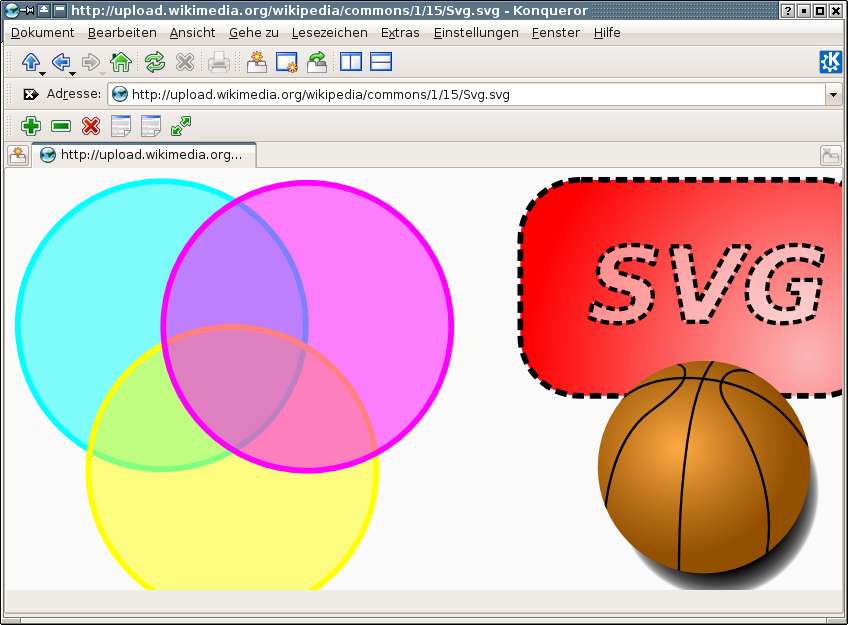

KSVG是一個用於KHTML瀏覽器的SVG解決方案。它作為一個KPart集成在KDE和Konqueror瀏覽器中。KSVG2是在KDOM2之上開發的，最先与KDE 4一同發布。
KSVG2也是WebKit的一个實驗部分。它支持大多数的SVG1.1。

## 外部連結
- KSVG主页
- Webkit的SVG项目页 （页面存档备份，存于）